# ماریا النا ولاسکو
ماریا النا ولاسکو (انگلیسی: María Elena Velasco; ۱۷ دسامبر ۱۹۴۰ – ۱ مهٔ ۲۰۱۵) بازیگر، کمدین، خواننده-ترانه‌پرداز، رقصنده، فیلم‌نامه‌نویس، و کارگردان فیلم اهل مکزیک بود. وی بین سال‌های ۱۹۶۲ تا ۲۰۱۵ میلادی فعالیت می‌کرد.
از فیلم‌ها یا برنامه‌های تلویزیونی که وی در آن نقش داشته است می‌توان به سانتو علیه زامبیها، جادوگر اشاره کرد.